# Вуя, Траян
Траян Вуя (рум. Traian Vuia, 17 августа 1872 — 3 сентября 1950) — румынский изобретатель и пионер авиации, который спроектировал, построил и испытал первый моноплан с двигателем. 18 марта 1906 года прошло первое испытание. Машина набрала высоту около метра и пролетела около 12 метров. Это был первый короткий полёт (или «перелёт с двигателем») на моноплане. Вуя никогда не смог достичь устойчивого, управляемого полёта его ранних самолётов, и его эксперименты не стали прогрессом в области авиации.
Международный аэропорт Тимишоары в Румынии был назван в честь Траяна Вуя. Открылся аэровокзал в 1935 году. 

## Образование и ранняя карьера
Траян Вуя родился в 1872 году в деревне Сурдуку Мик (ныне Траян Вуя в жудеце Бужору в богатой семье. Мать — Ана Вуйя, отец — Симеон Попеску, священник. С 1884 по 1892 год он учился в римско-католической средней школе Лугожа, Банат (Австро-Венгрия). С детства увлекался прикладной механикой и физикой. Окончил школу с отличием в 1892 году и поступил в Политехническую школу в Будапеште, где получил диплом инженера, позже учился на юридическом факультете. 6 мая 1901 года ему была присуждена докторская ученая степень после защиты диссертации «Милитаризм и индустриализм, статус и договорный режим».
После окончания учебы Вуя вернулся в Лугож, где продолжил проявлять интерес к летательным аппаратам и попытался построить свой первый летательный аппарат, который он назвал «аэроплан-автомобильный» (самолет-автомобиль). Из-за нехватки средств он не мог завершить свой проект, поэтому в июле 1902 года в поисках кредитора отправился в Париж, обратившись к Виктору Талину, известному теоретику и экспериментатору, который уже построил модель самолета в 1879 году. Он сразу же проявил интерес к его проекту, но попытался отговорить его, полагая, что у машины нет двигателя. 16 февраля 1903 года Вуя отправил проект во Французскую Академию наук, за десять месяцев до полета  экспериментального ЛА братьев Райт. Проект был отклонен как утопический, с комментарием «Проблема полета автомобиля, который весит больше, чем воздух, не может быть решена», однако 17 августа Вуя получил патент на изобретение под названием «самолет-автомобиль».
4 августа 1919 года он стал членом Парижского масонства вместе с Александром Вайда-Воевод и другими членами румынской делегации, участвовавшими в Парижской мирной конференции.

## Попытки полёта
В декабре 1905 года Вуя завершил строительство своего первого ЛА «Вуя-1» (рум. Vuia I) — высококрыльного моноплана на базе двигателя с углекислотой. Испарение жидкого диоксида углерода позволяло вырабатывать тепло для работы двигателя продолжительностью до трёх минут. Испытания проходили в Монтессоне, под Парижем; до этого Вуя управлял автомобилем на земле без крыльев. Первая попытка испытаний состоялась 18 марта 1906 года: автомобиль, разгоняясь на протяжении 50 м, оторвался от земли на 1 м и пролетел 12 м, прежде чем приземлился. По словам британского историка авиации Чарльза Гарварда Гиббс-Смита, это был «первый моноплан, перевозивший человека и имевщий в основном современную конфигурацию»,  который, однако, не был способен к устойчивому полёту.
Многие французские, американские и британские газеты того времени отмечали этот подвиг, особенно подчеркивая тот факт, что машина смогла взлететь благодаря собственным усилиям и на ровной поверхности, без помощи пандусов, рельсов или катапульт: в отличие от Вуя, 17 декабря 1903 года братья Райт подняли в воздух свой аппарат с помощью железнодорожных рельсов с узкоколейным локомотивом, который подбрасывал биплан Wright Flyer, но в сентябре 1904 года они как раз добились устойчивого и контролируемого полёта в сентябре 1904 года, вернувшись в ту же точку, откуда был произведён взлёт. Ныне реплика машины «Вуя-1» хранится в Авиационном музее Бухареста .
После успеха моноплана «Вуя-1» автор продолжал экспериментировать и совершенствовать свою машину: в августе 1906 года вторая версия «Вуя I bis» была представлена публике, а последующий самолёт «Вуя 2»был представлен на первый день Парижского авиасалона 1907 года: на машине был установлен двигатель Antoinette мощностью 25 л.с. (19 кВт). Пионер авиации Альберто Сантос-Дюмон, который совершал известные короткие перелёты в Париж в октябре и ноябре 1906 года, признал работу Вуи «предтечей» его усилий, по словам Шарля Дольфюса, куратора музея авиации в Париже.

## Поздняя карьера
Однако Вуя занимался не только самолетами: в период с 1918 по 1921 год он построил два прототипа вертолета, внеся значительный вклад в разработку вертикального взлета. 
Был похоронен на кладбище Беллу в Бухаресте, Румыния.

## Наследие
Другим изобретением Вуи был парогенератор внутреннего сгорания, способный производить пар при температуре свыше 100 атмосфер, это основа парогенераторов, используемых до сих пор.
27 мая 1946 Вуя стал почётным членом Академии Румынии.
Международный аэропорт имени Траяна Вуя (Timişoara International Airport Traian Vuia) (TSR), второй (по другим данным — третий) по величине аэропорт Румынии, носит его имя.